# Trimestre
Cada año de calendario se divide en las siguientes 4  partes, conocidas como «trimestres»: 
- Primer trimestre: 1 de enero hasta el 31 de marzo.
- Segundo trimestre: 1 de abril hasta el 30 de junio.
- Tercer trimestre: 1 de julio al 30 de septiembre.
- Cuarto trimestre: 1 de octubre al 31 de diciembre.

Trimestre significa «periodo de tres meses». Procúrese no confundir con el trimestre académico que divide el año académico en tres periodos y no en cuatro periodos de una duración de tres meses.